# ماهه
ماهه (به انگلیسی: Mahé) یک منطقهٔ مسکونی در هند است که در بخش کنور واقع شده‌است. ماهه ۹ کیلومتر مربع مساحت و ۴۱٬۸۱۶ نفر جمعیت دارد.